# Kochiura aulica
Kochiura aulica là một loài nhện trong họ Theridiidae.
Loài này thuộc chi Kochiura. Kochiura aulica được Carl Ludwig Koch miêu tả năm 1838.